# Anoplotettix loewii
Anoplotettix loewii är en insektsart som beskrevs av Géza Horváth 1884. Anoplotettix loewii ingår i släktet Anoplotettix och familjen dvärgstritar. Inga underarter finns listade i Catalogue of Life.